# Temporada da AFL de 1968
A Temporada de 1968 da AFL foi a nona temporada regular da American Football League, e a penúltima antes da fusão AFL-NFL.
A temporada terminou quando o New York Jets derrotou o Oakland Raiders na AFL Championship Game; então os Jets derrotaram o Baltimore Colts, representante da National Football League, no Super Bowl III, em uma das maiores zebras da história dos esportes nos Estados Unidos.

## Corrida pela divisão
Com a adição do Cincinnati Bengals, a AFL passou a ter 10 times, agrupados em duas divisões. Cada time jogaria um jogo dentro e fora de casa contra os quatro times da mesma divisão, um contra cada time da outra divisão e um segundo contra outro de uma divisão.
| Semana | EASTERN           |        | WESTERN          |        |
| ------ | ----------------- | ------ | ---------------- | ------ |
| 1      | BOSTON            | 1-0-0  | Empate (KC, SD)  | 1-0-0  |
| 2      | Empate (Bos, NYJ) | 1-0-0  | Empate (Oak, SD) | 1-0-0  |
| 3      | N.Y. JETS         | 2-0-0  | Empate (Oak, SD) | 2-0-0  |
| 4      | Empate (Bos, NY)  | 2-1-0  | OAKLAND          | 3-0-0  |
| 5      | N.Y. JETS         | 3-1-0  | OAKLAND          | 4-0-0  |
| 6      | N.Y. JETS         | 3-2-0  | KANSAS CITY      | 5-1-0  |
| 7      | N.Y. JETS         | 4-2-0  | KANSAS CITY      | 6-1-0  |
| 8      | N.Y. JETS         | 5-2-0  | KANSAS CITY      | 7-1-0  |
| 9      | N.Y. JETS         | 6-2-0  | KANSAS CITY      | 7-2-0  |
| 10     | N.Y. JETS         | 7-2-0  | KANSAS CITY      | 8-2-0  |
| 11     | N.Y. JETS         | 7-3-0  | KANSAS CITY      | 9-2-0  |
| 12     | N.Y. JETS         | 8-3-0  | Empate (KC, Oak) | 9-2-0  |
| 13     | N.Y. JETS         | 9-3-0  | Empate (KC, Oak) | 10-2-0 |
| 14     | N.Y. JETS         | 10-3-0 | Empate (KC, Oak) | 11-2-0 |
| 15     | N.Y. JETS         | 11-3-0 | Empate (KC, Oak) | 12-2-0 |

## Classificação
O Cincinnati Bengals se juntou a liga neste ano.
| Eastern Division |    |    |   |      |     |     |
| Time             | V  | D  | E | PCT  | PF  | PS  |
| *New York Jets   | 11 | 3  | 0 | .786 | 419 | 280 |
| Houston Oilers   | 7  | 7  | 0 | .500 | 303 | 248 |
| Miami Dolphins   | 5  | 8  | 1 | .385 | 276 | 355 |
| Boston Patriots  | 4  | 10 | 0 | .286 | 229 | 406 |
| Buffalo Bills    | 1  | 12 | 1 | .077 | 199 | 367 |

| Western Division   |    |    |   |      |     |     |
| Time               | V  | D  | E | PCT  | PF  | PS  |
| *Oakland Raiders   | 12 | 2  | 0 | .857 | 453 | 233 |
| Kansas City Chiefs | 12 | 2  | 0 | .857 | 371 | 170 |
| San Diego Chargers | 9  | 5  | 0 | .643 | 382 | 310 |
| Denver Broncos     | 5  | 9  | 0 | .357 | 255 | 404 |
| Cincinnati Bengals | 3  | 11 | 0 | .214 | 215 | 329 |

* — Qualificado para o Championship Game.

Italico significa time classificado para os playoffs.

## Playoffs
- Western Division playoff
  - Oakland Raiders 41, Kansas City Chiefs 6, 22 de dezembro de 1968, Oakland-Alameda County Coliseum, Oakland, Califórnia
- AFL Championship Game
  - New York Jets 27, Oakland Raiders 23, 29 de dezembro de 1968, Shea Stadium, New York City

- Super Bowl III
  - N.Y. Jets (AFL) 16, Baltimore Colts (NFL) 7, no Orange Bowl, Miami, Flórida